# Bodie (Kalifornia)
Bodie kaliforniai kísértetváros az Egyesült Államokban, San Franciscótól keletre, Nevada határán. A legközelebbi lakott települések Lee Vining és Bridgeport.

## Történet
William Bodey 1859-ben aranyat talált a település helyén, majd elment a családjáért, hogy velük együtt termelje ki a természeti kincset. Hazafelé úton hóviharba keveredett és életét vesztette. A családja megalapította a családfőről elnevezett Bodie városát, de szándékosan másképp írták, hogy elkerüljék a helytelen, „Body”-nak ejtést (= „holttest”). 1861-ben hozzáláttak az arany kitermeléséhez.
A településen aranybánya létesült és Bodie-nak 1880-ra már közel 10 000 lakosa volt. A város ekkor élte fénykorát, ám egyúttal az egyik legveszélyesebb, törvény nélküli aranyásó településnek számított.
Az ezt követő években a bánya azonban egyre kevesebb profitot termelt, így a lakosság száma folyamatosan csökkenni kezdett, mígnem 1930-ban teljesen elnéptelenedett. A bánya még néhány évtizedig tovább működött a szomszédos települések munkásainak jóvoltából, de a 20. század hatvanas éveiben végleg bezárt.
A ma látható Bodie az 1962-es állapotot tükrözi. A nemzeti parkként működtetett és látogatható településen még mintegy 170 épület áll, többek között a templom, az iskola, egy bár (amelyben még régi üvegek is láthatók a pulton és az asztalon) és a bank maradványai. Az alacsony páratartalomnak köszönhetően az épületek viszonylag jó állapotban vannak. Bodie ma a legjobban megmaradt amerikai kísértetvárosnak számít.